# Chuniophoeniceae
Chuniophoeniceae es una tribu de plantas con flores perteneciente a la subfamilia Coryphoideae dentro de la familia Arecaceae. 
Tiene los siguientes géneros:

## Géneros
- Chuniophoenix Burret
- Kerriodoxa J. Dransf.
- Nannorrhops H. Wendl.
- Tahina J. Dransf. & Rakotoarin.